# 기장군도 제19호선
기장군도 제19호선은 부산광역시 금정구 금사동 금사교차로에서 시작하여 기장군 정관읍 정관 나들목에서 끝나는 도로이다. 개좌길과 곰내길이 본 도로를 구성한다. 한때 모든 구간이 부산광역시도 제81호선을 이루었고, 그 노선과 중복되었으나, 현재 부산광역시도 제81호선은 정관산업로로 노선이 변경되었다.
금사동 ~ 회동동 구간에는 금사로도 있는데, 일방통행 구간인데다 도로 연결상 문제로 교통방송 등에서는 사실상 개좌길로 보기도 한다. 금정구 구간은 편도 2차로이며, 기장군 구간은 편도 1차로이다.

## 구성
차선 수
- 금사동 ~ 회동동 : 편도 2차로 (금사로 포함)
- 회동동 ~ 정관 나들목 : 편도 1차로

최고제한속도
50 ~ 60km/h

## 경유지
부산광역시
- 금정구

금사동 - 회동동
- 기장군

철마면 - 정관읍

## 노선
금사교차로 - 회동산업단지 - 삼화여객 종점(동대마을) - 개좌골 - 개좌재 - 개좌생태터널 - 대곡마을 - 철마교 - 철마교차로 - 와여마을 - 백길마을 - 석길마을 - 웅천마을 - 소산마을 - 함박생태통로 - 매곡리 - 정관신도시

## 연결 도로
- 금사교차로
  - 반송로
  - 서동고개길

- 철마교차로
  - 철마로

- 정관 나들목
  - 정관산업로
  - 정관중앙로
  - 정관로

## 참고사항
- 본 도로 중 회동동 ~ 대곡마을 구간은 험한 산악 구간이 많으므로 5톤 이상 화물차 및 16인승 이상 승합차는 통행할 수 없다. 따라서 이들 차량은 정관산업로에 개좌터널를 이용하여야 하며, 본 도로 중 계좌길 기장군 구간에 노선버스가 운행하지만 개좌골을 넘지 않고 개좌터널을 지나가는 형태로 노선을 개설한 이유도 이것 때문이다.

## 같이 보기
- 부산광역시도 제81호선